# Slesvigsbjörnbär
Slesvigsbjörnbär (Rubus slesvicensis) är en rosväxtart som beskrevs av Johan Martin Christian Lange. Enligt Catalogue of Life ingår Slesvigsbjörnbär i släktet rubusar och familjen rosväxter, men enligt Dyntaxa är tillhörigheten istället släktet rubusar och familjen rosväxter. Det är osäkert om arten förekommer i Sverige. Inga underarter finns listade i Catalogue of Life.